# Beilschmiedia letouzeyi
Beilschmiedia letouzeyi är en lagerväxtart som beskrevs av Robyns & Wilczek. Beilschmiedia letouzeyi ingår i släktet Beilschmiedia och familjen lagerväxter. Inga underarter finns listade i Catalogue of Life.